# Kléber de Carvalho Corrêa
Kléber Soriano de Carvalho Corrêa (São Paulo, 1980. április 1. –) brazil válogatott labdarúgó.